# Alegeri legislative în Grecia, 1915
Alegerile legislative au avut loc pe 31 mai 1915. Eleftherios Venizelos și Partidul Liberal au obtinut o victorie răsunatoare. În joc au fost 316 de locuri, iar liberalii au luat 187 din ele. Cu toate acestea și în pofida victoriei liberalilor, disputa dintre Venizelos si regele Constantin a rămas. Acestea sunt rezultatele oficiale (686.990 voturi):
| Rezumat din 31 mai 1915 Parlamentul Greciei Rezultate alegeri | Rezumat din 31 mai 1915 Parlamentul Greciei Rezultate alegeri | Rezumat din 31 mai 1915 Parlamentul Greciei Rezultate alegeri | Voturi  | Voturi | Voturi | Locuri | Locuri |  |
| Rezumat din 31 mai 1915 Parlamentul Greciei Rezultate alegeri | Rezumat din 31 mai 1915 Parlamentul Greciei Rezultate alegeri | Rezumat din 31 mai 1915 Parlamentul Greciei Rezultate alegeri | Nr.     | %      | +− %   | Nr.    | +−     |  |
| --- | ------------------------------------------------------------- | ------------------------------------------------------------- | ------- | ------ | ------ | ------ | ------ |  |
| | Partidul Liberal                                              | Eleftherios Venizelos                                         | 335.949 | 48,9   |        | 187    |        |  |
| | Opozitia (de dreapta)                                         | Dimitrios Gounaris                                            |         |        |        | 95     |        |  |
| | Federația Lucrătorilor de Solidaritate din Salonic            |                                                               |         |        |        | 2      |        |  |
| | Altii                                                         |                                                               |         |        |        | 32     |        |  |
| Nr. de voturi valabile | Nr. de voturi valabile                                        | Nr. de voturi valabile                                        | 686,990 | 100.00 |        | 316    |        |  |
| Voturi invalide |                                                               |                                                               |         |        |        |        |        |  |
| Total | Total                                                         | Total                                                         | (%)     |        |        |        |        |  |
| Sursa: Fundatia Naționala de Cercetare "Eleftherios Venizelos K." Arhivat în 27 septembrie 2007, la Wayback Machine., Texte de Istorie Constituționale (Institutul grec din istoria constituțională)\|} |                                                               |                                                               |         |        |        |        |        |  |